# Xã Bath, Quận Brown, South Dakota
Xã Bath (tiếng Anh: Bath Township) là một xã thuộc quận Brown, tiểu bang Nam Dakota, Hoa Kỳ. Năm 2010, dân số của xã này là 735 người.